# In Trance
In Trance je v pořadí třetí studiové album německé hard rockové a heavy metalové skupiny Scorpions, vydané v roce 1975.
Oproti předchozím dvěma album "Lonesome Crow" a "Fly to the Rainbow" se již neneslo v duchu progresivního rocku a krautrocku. Zvuk byl hardrockový až heavymetalový a skladby byly kratší. Stejně jako na předchozím albu některé skladby zpívá kytarista Uli Jon Roth, konkrétně skladby "Dark Lady" a "Sun in My Hand", jichž je autorem. Píseň "Night Lights" je také první čistě instrumentální skladba kapely. Jejím autorem je rovněž Uli Jon Roth. Jedná se také o první album kapely, které obsahuje dnes již slavné logo a dále kontroverzní obal alba – fotografii modelky s odhalenou hrudí, která byla později zatmavena. Jde o první z mnoha cenzurovaných obalů desek této skupiny.
Živé album Tokyo Tapes z roku 1978 obsahuje z tohoto alba skladby "Dark Lady", "In Trance", "Top of the Bill" a "Robot Man".

## Seznam skladeb
1. „Dark Lady“ – 3:25 (U. Roth)
2. „In Trance“ – 4:42 (R. Schenker/K. Meine)
3. „Life's Like a River“ – 3:50 (U. Roth/R. Schenker/C. Fortmann)
4. „Top of the Bill“ – 3:22 (R. Schenker/K. Meine)
5. „Living and Dying“ – 3:18 (R. Schenker/K. Meine)
6. „Robot Man“ – 2:42 (R. Schenker/K. Meine)
7. „Evening Wind“ – 5:02 (U. Roth)
8. „Sun in My Hand“ – 4:20 (U. Roth)
9. „Longing for Fire“ – 2:42 (R. Schenker/U. Roth)
10. „Night Lights“ – 3:14 (U. Roth)

## Sestava
- Klaus Meine - zpěv
- Ulrich Roth - kytara
- Rudolf Schenker - kytara
- Francis Buchholz - baskytara
- Rudy Lenners - bicí